# 캐나다 농업농산식품부

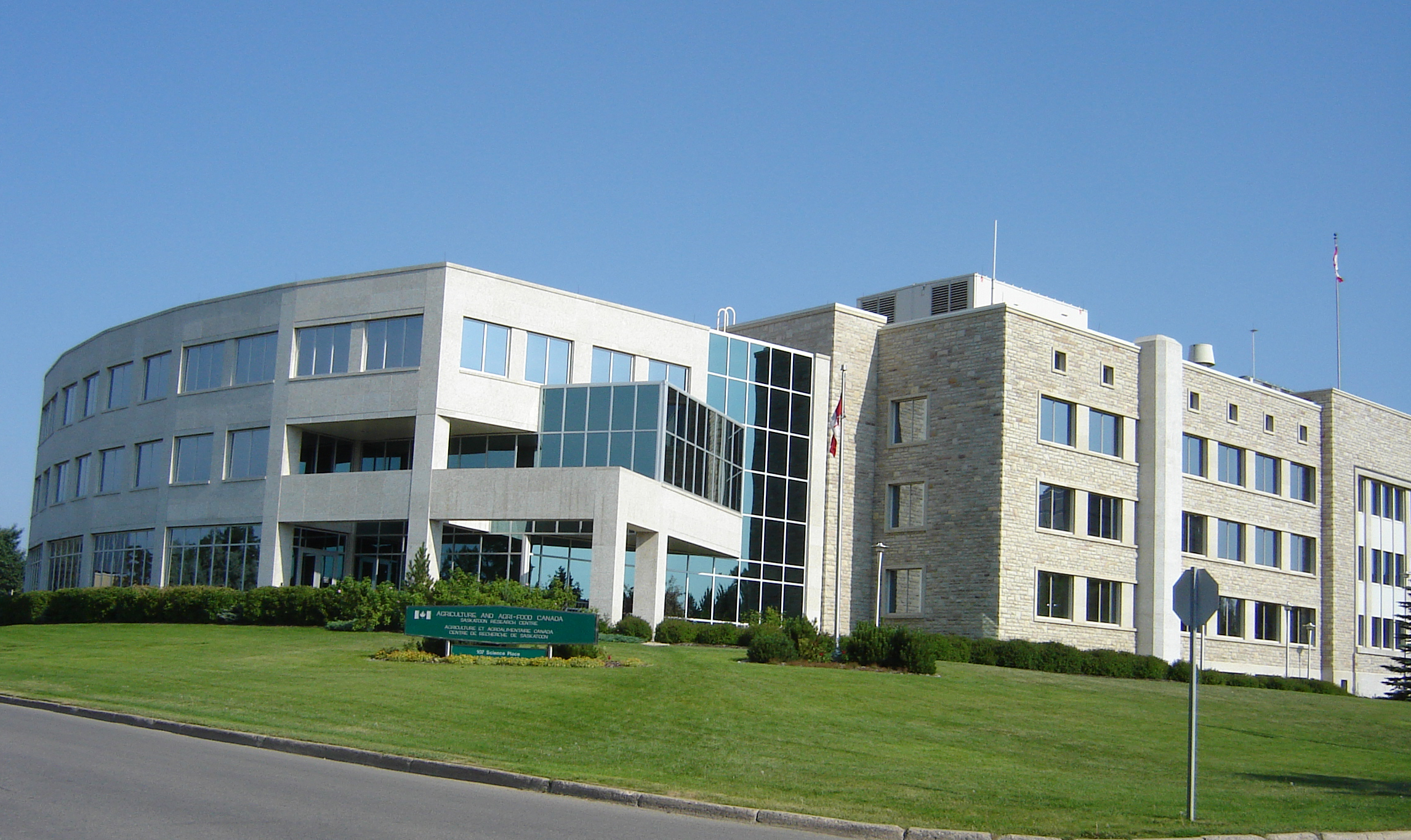

캐나다 농업농산식품부는 연방정부가 제공하는 정책, 프로그램 및 서비스를 통해 농업과 농업식품분야의 개발, 적용 및 경쟁을 증진시키는 역할을 하고 있다.
농업농산식품부장관은 Gerry Ritz이다.